# Torneo de Hamburgo 2024
El Torneo de Hamburgo 2024, también conocido como el Hamburg European Open 2024, fue un torneo de tenis perteneció al ATP Tour 2024 en la categoría ATP Tour 500, y a la WTA Tour 2024 en la categoría WTA 125.El torneo se jugó sobre tierra batida en el Am Rothenbaum en la ciudad de Hamburgo (Alemania) del 15 al 21 de julio de 2024 para los hombres y del 4 al 10 de agosto de 2024 para las mujeres sobre tierra batida.

## Distribución de puntos
| Modalidad            | Campeón | Finalista | Semifinales | Cuartos de final | 2.ª ronda | 1.ª ronda | Clasificados | 2.ª ronda de clasificación | 1.ª ronda de clasificación |
| Individual masculino | 500     | 330       | 200         | 100              | 50        | 0         | 25           | 13                         | 0                          |
| Dobles masculino     | 500     | 300       | 180         | 90               | –         | –         | 45           | 25                         | 0                          |

| Modalidad           | Campeona | Finalista | Semifinales | Cuartos de final | 2ª ronda | 1ª ronda | Clasificadas | 3ª ronda de clasificación | 2ª ronda de clasificación | 1ª ronda de clasificación |
| Individual femenino | 280      | 180       | 110         | 60               | 30       | 1        | 18           | 14                        | 10                        | 1                         |
| Dobles femenino     | 280      | 180       | 110         | 60               | -        | 1        | -            | -                         | -                         | -                         |

## Cabezas de serie

### Individuales masculino
| Tenista             | Ranking | Preclasificado |
| Alexander Zverev    | 4       | 1              |
| Holger Rune         | 15      | 2              |
| Sebastián Báez      | 18      | 3              |
| Francisco Cerúndolo | 30      | 4              |
| Arthur Fils         | 34      | 5              |
| Matteo Arnaldi      | 35      | 6              |
| Luciano Darderi     | 37      | 7              |
| Zhizhen Zhang       | 38      | 8              |

- Ranking del 1 de julio de 2024.[2]

### Dobles masculino
| Tenista                              | Ranking | Preclasificado |
| Austin Krajicek Rajeev Ram           | 25      | 1              |
| Kevin Krawietz Tim Puetz             | 30      | 2              |
| Fabien Reboul Édouard Roger-Vasselin | 46      | 3              |
| Matthew Ebden John Peers             | 52      | 4              |
| Sander Gillé Joran Vliegen           | 58      | 5              |
| N. Sriram Balaji Rohan Bopanna       | 68      | 6              |
| Lloyd Glasspool Jean-Julien Rojer    | 71      | 7              |
| Alexander Erler Lucas Miedler        | 87      | 8              |

### Individuales femenino
| Tenista          | Ranking | Preclasificado |
| Mayar Sherif     | 82      | 1              |
| Tamara Korpatsch | 94      | 2              |
| Arantxa Rus      | 103     | 3              |
| Anna Bondár      | 106     | 4              |
| Laura Pigossi    | 110     | 5              |
| Rebecca Šramková | 111     | 6              |
| Eva Lys          | 112     | 7              |
| Jana Fett        | 113     | 8              |

- Ranking del 29 de julio de 2024.

### Dobles femenino
| Tenista                               | Ranking | Preclasificado |
| Maia Lumsden Anna Sisková             | 139     | 1              |
| Angelica Moratelli Sabrina Santamaria | 165     | 2              |

## Campeones

### Individual masculino
Arthur Fils venció a  Alexander Zverev por 6-3, 3-6, 7-6(7-1)

### Individual femenino
Anna Bondár venció a  Arantxa Rus por 6-4, 6-2

### Dobles masculino
Kevin Krawietz /  Tim Puetz vencieron a  Fabien Reboul /  Édouard Roger-Vasselin por 7-6(10-8), 6-2

### Dobles femenino
Anna Bondár /  Kimberley Zimmermann vencieron a  Arantxa Rus /  Nina Stojanović por 5-7, 6-3, [11-9]